# Nintendo 64
Nintendo 64 (poznat i kao N64 ili stilizirano Nintendo64) ime je za igraću konzolu koju je proizvodila japanska tvrtka Nintendo. 
Prilikom izlaska na tržište Japana i SAD-a za konzolu N64 bile su dostupne samo dvije igre: Super Mario 64 i Pilot Wings 64, dok je za ostala tržišta bila dostupna i igra Star Wars: Shadows of the Empire. 
Nintendo 64 spada u petu generaciju igraćih konzola. U Hrvatskoj je konzole službeno distribuirala Alcu Rijeka od 1. ožujka 1997. godine.
Nintendo 64 je uklonjen s tržišta 2003. godine.

## Sklopovlje
Procesor: 64-bitni NEC VR4300 93,75 MHz
RAM: 4,5 MB 562.5 MB/s
Grafička kartica: 64-bitni Reality Coprocessor 62,5 MHz (100 mega FLOP-a)
Zvuk: 16-bitni, stereo
Rezolucija: 240p (320x240), 288p (384x288), 480i (640x480), 576i (720x576)

## Emulacija
Emulacija omogućava igranje N64 igara bez same konzole.
- Virtual Console (Wii, Wii U)
- Console emulator
- Mupen64Plus
- 1964 (Emulator)
- Sixtyforce
- Project64
- Apollo (emulator)
- TR64
- TRWin
- TrueReality
- UltraHLE 2064
- SupraHLE
- UltraHLE
- Nemu64
- Corn